# Less Than Kin
Less Than Kin è un film muto del 1918 diretto da Donald Crisp. La sceneggiatura di Marion Fairfax si basa sull'omonimo romanzo di Alice Duer Miller pubblicato a New York nel 1909.

## Trama
Mentre si trova in Sud America, dove vive come un esule da quando è scappato via dagli Stati Uniti dopo avere ucciso incidentalmente un uomo, Lewis Vickers incontra Robert Lee, un uomo che pare un suo sosia. Così, quando Robert muore, Lewis decide di prendere il suo posto e, facendosi passare per lui, usa i suoi documenti che gli permettono di ritornare in patria. Ma Robert, figlio dissoluto di una grande famiglia, ha lasciato dietro di sé un passato tempestoso: quando Lewis arriva a New York, non ha problemi con la famiglia Lee che, non avendo visto Robert da anni, non ha dubbi sulla sua identità. Ma scopre che Robert si trovava in Sudamerica per avere rubato del denaro e ora, al suo posto, viene perseguitato dalla banca e dai creditori che si aspettano di essere risarciti da lui. Non solo: il vero Robert aveva anche abbandonato la moglie e i loro bambini. Lewis, nel frattempo, si è innamorato di Nellie, la pupilla del vecchio Lee, ma non può dichiararsi, perché tutti lo credono già sposato. Quindi, decide di rivelarle la verità. Ma Nellie è già fidanzata con James Zemmons: lo lascerà solo dopo che, avendo assistito agli atti di coraggio di Lewis durante un incendio, si renderà conto di essersene innamorata. Quando i due si sposano, uno sceriffo informerà Lewis che è stata riconosciuta la sua innocenza e che non deve più rispondere ad alcuna accusa di omicidio.

## Produzione
Il film fu prodotto dalla Jesse L. Lasky Feature Play Company.

## Distribuzione
Il copyright del film, richiesto dalla Famous Players-Lasky Corp., fu registrato il 13 luglio 1918 con il numero LP12659.
Distribuito negli Stati Uniti dalla Famous Players-Lasky Corporation e dalla Paramount Pictures, il film fu presentato da Jesse L. Lasky e uscì nelle sale cinematografiche il 21 luglio 1918.
Non si conoscono copie ancora esistenti della pellicola che viene considerata presumibilmente perduta.